# Дальнее (Сахалинская область)
Да́льнее — село в Сахалинской области России. Подчинено городу Южно-Сахалинску. В рамках организации местного самоуправления входит в городской округ город Южно-Сахалинск.

## География
Расположено в юго-восточной части острова Сахалин, на берегу реки Владимировки, в 6 км к северо-западу от областного центра — города Южно-Сахалинск.
Площадь 1,2 км².
Климат
Находится в местности, приравненной к районам Крайнего Севера.
Как и весь остров Сахалин, входит в зону муссонов умеренных широт. Среднегодовая температура составляет +2,8 °С. Самым холодным месяцем является январь со среднесуточной температурой −12,2 °C, самым тёплым — август со среднесуточной температурой +17,3 °C.
Ввиду высокой влажности уже при температуре воздуха +22 °C в тени становится жарко и душно, комфортно и тепло — при +18 °C — 19 °C.
Расчётная температура наружного воздуха летом +25,7 °C, зимой −14 °C. Продолжительность периода со среднесуточной температурой ниже 0 °C составляет 154 суток, продолжительность отопительного периода 230 суток. Средняя температура наиболее холодной пятидневки −13 °C.).

## История
После перехода Южного Сахалина к Японии в 1905 году по Портсмутскому мирному договору, село до 1945 года принадлежало японскому губернаторству Карафуто и называлось Икусагава (яп. 軍川). 
С присоединением Южного Сахалина к СССР, в 1946 году селу было возвращено русское название Дальнее (окончательно оформлено 15 октября 1947 года Указами Президиума Верховного Совета РСФСР «Об образовании сельских Советов, городов и рабочих поселков в Сахалинской области» и «О переименовании населенных пунктов Сахалинской области»).
Современные границы населённого пункта установлены в 2002 году постановлением администрации Сахалинской области.

## Население
| 1925 | 1935 |
| ---- | ---- |
| 1172 | 464  |

| 2002 | 2010  | 2013  | 2021  |
| ---- | ----- | ----- | ----- |
| 1795 | ↗1894 | ↗2039 | ↘2037 |

Национальный и гендерный состав
По переписи 2002 года население — 1795 человек (849 мужчин, 946 женщин). Преобладающая национальность — русские (87 %).

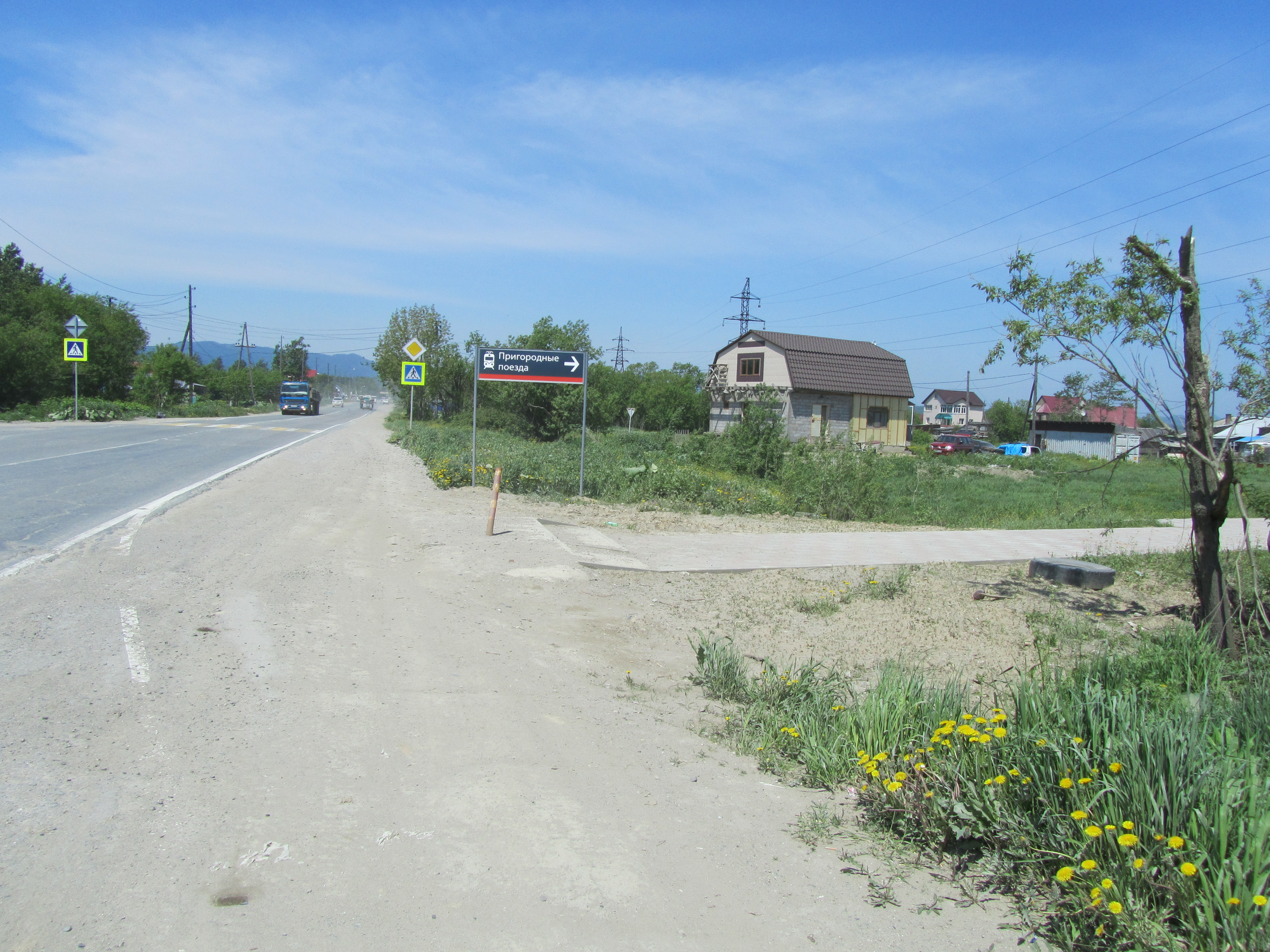
Указатель направления к станции, установленный в посёлке

## Инфраструктура
Путевое хозяйство Сахалинского региона Дальневосточной железной дороги. Действует железнодорожная станция Дальнее.

## Транспорт
Автомобильный и железнодорожный транспорт. Остановки общественного транспорта. Проходит автодорога Дальнее — Ёлочки (идентификационный номер 64 ОП РЗ 64К-35), примыкающая к Северо-западному объезду г. Южно-Сахалинска.